# Alchemilla x gemmia
Alchemilla x gemmia é uma espécie de rosácea do gênero Alchemilla, pertencente à família Rosaceae.